# Германо-испанский договор (1899)
Германо-испанский договор 1899 года (исп. Tratado germano-español de 1899; нем. Deutsch-Spanischer Vertrag 1899) — договор о покупке Германией испанских колониальных владений в Тихом океане.
Испанские первопроходцы проникли в Тихий океан в XVI веке. Королевским декретом от 5 мая 1583 года для управления Испанской Ост-Индией в Маниле была учреждена Аудиенсия (исп. Audiencia y Chancillería Real de Manila en las Filipinas) и введён пост генерал-губернатора Филиппин. В административном плане они входили в вице-королевство Новая Испания, и поэтому вся их переписка с Мадридом шла через Мехико.
В Испанскую Ост-Индию входили следующие территории:
- Филиппинские острова (включая испанские владения на Тайване, Сулавеси и Молуккских островах)
- Каролинские острова
- Марианские острова
- Архипелаг Палау

В 1885 году Германия оккупировала острова Яп, оспорив испанские претензии. Дело было передано на арбитраж папе Льву XIII, который решил его в пользу Испании, однако постановил, что Германия имеет там право на свободную торговлю.
В 1898 году Испания потерпела поражение в Испано-американской войне, по итогам которой Филиппины и Гуам отошли США. В результате порядка 6 тысяч мелких, малонаселённых, не представляющих особой ценности разбросанных по Тихому океану островов остались без административного центра, и без возможности защиты, поскольку два испанских флота были уничтожены в ходе войны. Поэтому испанское правительство решило избавиться от столь обременительных и малоценных владений путём продажи их Германии.
12 февраля 1899 года испанский премьер-министр Франсиско Сильвела и германский посол Йозеф фон Бадовиц подписали договор, согласно которому оставшиеся после утраты Филиппин испанские владения в Тихом океане переходили Германии. Статьи договора гласили:
1. Германская империя признаёт за испанскими религиозными учреждениями на Тихоокеанских островах те же права, что и за германскими.
2. Германская империя будет относиться к испанским сельскохозяйственным и коммерческим субъектам на Тихоокеанских островах так же, как и к германским.
3. Испания имеет право создавать и поддерживать функционирование (даже в случае войны) угольных станций для военных и гражданских судов на архипелаге Палау и Марианских островах.
4. За передачу Островов Германская империя уплачивает Испании 25 миллионов песет.